# Bravo-Gletscher
Der Bravo-Gletscher (spanisch Glaciar Bravo) ist ein Gletscher an der Südküste von Greenwich Island im Archipel der Südlichen Shetlandinseln. Er fließt zwischen dem Triangle Point und dem Glacier Bluff in die Shopski Cove.
Teilnehmer der 7. Chilenischen Antarktisexpedition (1952–1953) unter dem Kommando von Alberto Kahn Wiegand benannten den Gletscher bei der Vermessung des benachbarten Yankee Harbour. Namensgeber ist vermutlich ein Offizier des Schiffs Lientur bei dieser Forschungsfahrt.